# Église de l'Assomption-de-Notre-Dame de Sézéria
L'église de l'Assomption-de-Notre-Dame de Sézéria est une église désacralisée, autrefois dédiée au culte catholique, située à Sézéria, ancienne commune du Jura intégrée à Orgelet, en France.

## Description
Le monument roman qui est dénommé "La Chapelle" localement, est  très largement en ruines, son accès intérieur étant interdit.

## Histoire
Elle est inscrite au titre des monuments historiques en avril 1998, grâce à l'action de l'Association pour la Sauvegarde du Patrimoine Historique d'Orgelet et sa Région.
Ce monument fait partie de la liste des 250 chefs-d’œuvre de la mission de sauvegarde du patrimoine en péril en France, confiée à Stéphane Bern.